# Sieniawka (Łagiewniki)

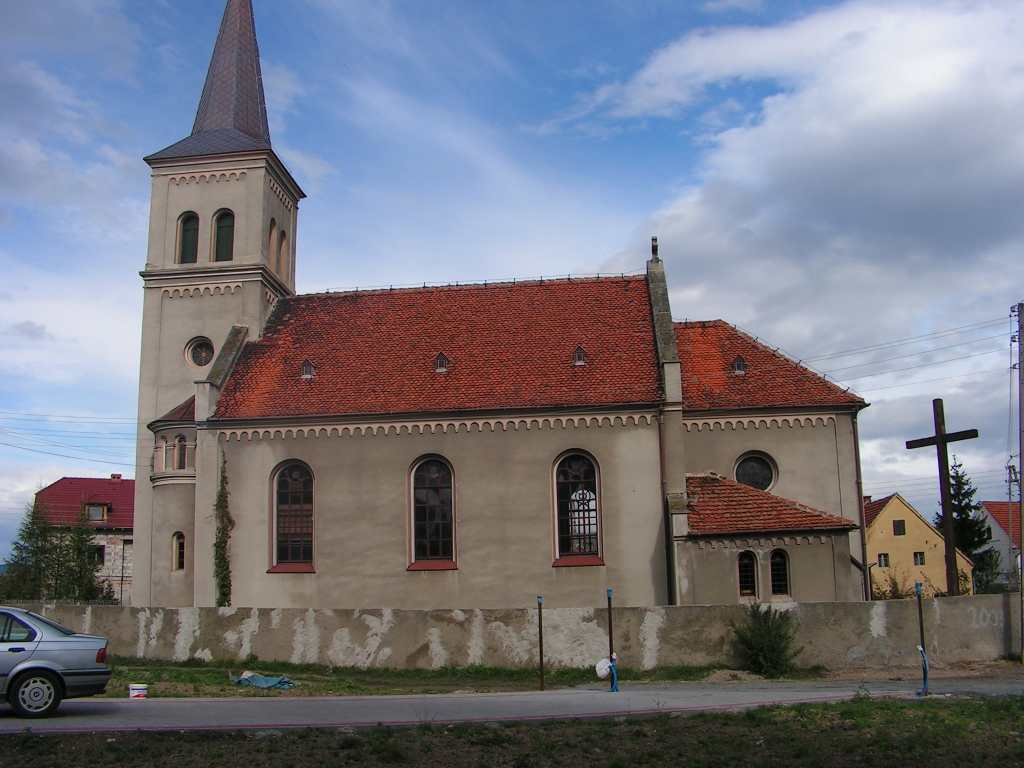
St. Johann Baptist in Sieniawka

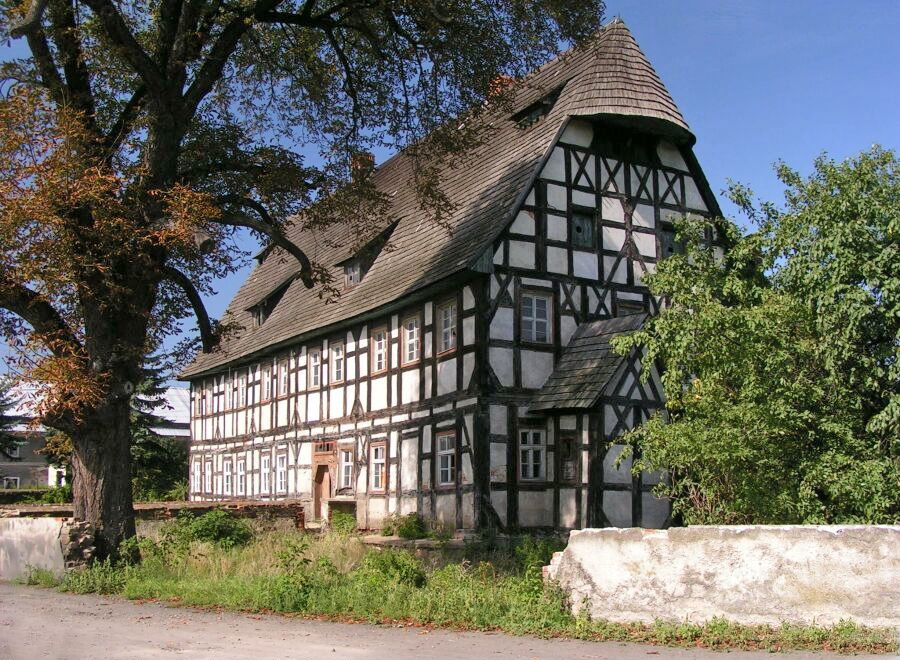
Herrenhaus Lauterbach

Sieniawka (deutsch Lauterbach) ist ein Dorf in der Landgemeinde Łagiewniki (Heidersdorf) im Powiat Dzierżoniowski in der Woiwodschaft Niederschlesien in Polen.

## Lage
Sieniawka liegt etwa sechs Kilometer westlich von Łagiewniki (Heidersdorf), 18 Kilometer östlich von Dzierżoniów (Reichenbach) und 43 Kilometer südwestlich von Breslau.

## Geschichte
Der frühere Ortsname Lauterbach weist auf eine Gründung im Zuge der Ostkolonisation als Waldhufendorf. Das Land wurde von deutschen Siedlern erschlossen, die es durch Rodung und Trockenlegung von Sümpfen urbar machten. Die Ersterwähnung erfolgte 1370 als „Lutribach“. Territorial gehörte Lauterbach zum piastischen Herzogtum Brieg, das ein Lehen der Krone Böhmens war. 1675 fiel es durch Heimfall an den böhmischen Landesherrn. Grundherren waren 1626 Hans von der Heide und 1654 ein Freiherr von Naihaus. Darauf folgten Ernst George von Ullersdorf und die Herren von Bibra. Die Familie von Giesenburg verkaufte 1676 das Niedervorwerk an das Breslauer Jesuitenkolleg. Nach 1775 gehörte das Gut dem Ferdinand von Sandreczky und Sandraschütz und wurde Teil der Majoratsherrschaft Langenbielau.
Nach dem Ersten Schlesischen Krieg fiel Lauterbach 1741/42 mit dem größten Teil Schlesiens an Preußen. Die alten Verwaltungsstrukturen wurden aufgelöst und Lauterbach in den Landkreis Reichenbach eingegliedert, mit dem es bis 1945 verbunden blieb.  1785 zählte Lauterbach 1½ Meilen von Reichenbach entfernt, eine katholische Filialkirche von Bertholdsdorf, die bis zum 21. März 1654 evangelisch war, eine Schule, ein Vorwerk, neun Bauern, 27 Gärtner, vier Häusler, vier Wassermühlen und 374 Einwohner, die bis auf drei Wirte katholisch waren. 1845 waren es 96 Häuser, ein herrschaftliches Wohnhaus, ein Vorwerk, eine Freischoltisei, 672 meist katholische Einwohner (124 evangelisch), evangelische Kirche zu Ober-Panthenau, eine katholische Teilkirche (Adjunkt der Pfarrkirche Niederlangseifersdorf), sieben Morgen Pfarracker, eingepfarrt: Panthenau und gastweise Groß-Ellguth, vier Wassermühlen mit acht Einwohnern, eine herrschaftliche Brauerei, eine rustikale Brennerei, drei Wirtshäuser, drei Krämer, elf Baumwollwebstühle, 26 Handwerker und fünf Händler.
1874 wurde aus den Landgemeinden Lauterbach und Nieder Panthenau und den Gutsbezirken Eichberg, Eichberg, Forst, Lauterbach und Nieder-Panthenau der Amtsbezirk Lauterbach gebildet. Er wurde zunächst verwaltet vom Amtsvorsteher in Lauterbach. 1934 erfolgte die Umbenennung des Amtsbezirks Lauterbach in Groß-Ellguth. Als Folge des Zweiten Weltkriegs fiel Lauterbach mit dem größten Teil Schlesiens 1945 an Polen. Nachfolgend wurde es in Sieniawka umbenannt. Die deutsche Bevölkerung wurde – soweit sie nicht schon vorher geflohen war – vertrieben. Die neu angesiedelten Bewohner stammten teilweise aus Ostpolen, das an die Sowjetunion gefallen war. Sieniawka ist heute Teil der Landgemeinde Łagiewniki.

## Sehenswürdigkeiten
- Römisch-katholische Filialkirche St. Johann Baptist
- Herrenhaus Lauterbach